# Вигано (Леко)
Вигано (итал. Viganò) је насеље у Италији у округу Леко, региону Ломбардија.
Према процени из 2011. у насељу је живело 1985 становника. Насеље се налази на надморској висини од 394 м.

## Становништво
| 1936. | 1951. | 1961. | 1971. | 1981. | 1991. | 2001. | 2011. |
| ----- | ----- | ----- | ----- | ----- | ----- | ----- | ----- |
| 870   | 1.027 | 1.060 | 1.122 | 1.263 | 1.572 | 1.767 | 2.012 |